# Южная Италия (группа регионов)

Южная Италия на карте страны

Южная Италия (итал. Italia Meridionale, Meridione, Bassa Italia, Sud Italia, Sud) — макрорегион Италии, одна из пяти официальных групп регионов Национального института статистики Италии (ISTAT). Евростат, статистическая служба Европейского Союза, присвоил этой территориальной единице NUTS первый уровень. Кроме того, она является одним из округов Европейского парламента.

## Состав
Южная Италия объединяет шесть из двадцати регионов страны:
| Регион     | Столица    | Население |
| ---------- | ---------- | --------- |
| Абруццо    | Л’Акуила   | 1 313 703 |
| Базиликата | Потенца    | 575 230   |
| Калабрия   | Катандзаро | 1 956 512 |
| Кампания   | Неаполь    | 5 765 001 |
| Молизе     | Кампобассо | 312 776   |
| Апулия     | Бари       | 4 050 643 |

Совокупная площадь этой группы регионов — 73 224 км², население (конец 2013 года) — 14 167 819 человек. Наибольший по населению город — Неаполь (989,1 тыс. человек). В географическом смысле два региона южной части страны — Абруццо и Молизе — иногда относят к Центральной Италии.

## Особенности
Исторически, территорию Южной Италии до объединения в единую страну занимало Неаполитанское королевство и во многом современные особенности макрорегиона находят своё объяснение в истории этого государства. К началу XI века эта территория представляла собой конгломерат разрозненных лангобардских вассальных княжеств Византии, позже Южная Италия подверглась завоеванию норманнов. В течение последующих столетий она находилась под властью чужеземных соперничавших друг с другом монарших династий Франции и Испании, а позднее и Австрии, не заинтересованных в развитии региона.
В результате проблема диспропорционального развития Южной Италии по сравнению с остальными частями страны остаётся по-прежнему актуальной и сегодня: здесь ниже уровень урбанизации, индустриализации, экономико-социального развития. По данным Национального института статистики Италии, регионы юга занимают 40 % площади Италии и составляют 37 % её населения, однако их официальный вклад в легальный ВВП страны в наши дни составляет лишь около 24 %, а неформальная экономика (чёрный рынок, деятельность мафии и т. д.) достигает около трети ВВП юга.